# Micrathetis conviva
Micrathetis conviva är en fjärilsart som beskrevs av Harvey 1876. Micrathetis conviva ingår i släktet Micrathetis och familjen nattflyn. Inga underarter finns listade i Catalogue of Life.